# Nana Mensah
Nana Mensah, född 26 augusti 1988, är en amerikansk skådespelare.
Mensah har bland annat medverkat i TV-serierna Presumed Innocent och New Amsterdam.

## Filmografi (i urval)
- 2019 – New Amsterdam (TV-serie)
- 2024 – Presumed Innocent (TV-serie)